# Поссе, Мауриц
Мауриц По́ссе (швед. Mauritz Posse; 1712, Любек — 19 июля 1787, Стокгольм) — шведский посланник в России в 1752—1763 годах, граф.

## Биография
Родился в 1712 году в Любеке в семье барона Нильса Поссе и баронессы Хенриетты Беаты Горн. В 1731 году поступил на службу в лейб-гвардию, но уже в следующем году в чине фенрика перешёл на французскую службу. В 1735 году в ходе начавшейся войны за Польское наследство участвовал в походах на Мозель и Рейн. После возвращения в Швецию был в 1739 году произведён в лейтенанты. В 1745 году он получил чин капитана, а в 1749 стал полковником набранного им полка.
В 1752—1763 годах Поссе занимал пост шведского министра при русском дворе. Во время пребывания в России в 1760 году он был назначен шефом Саволакского полка и произведён в генерал-майоры. После отзыва из Петербурга ему был доверен пост ландсхёвдинга Эльвсборгского лена. В 1769 году Поссе стал членом риксрода, однако в 1772 году победившая партия «колпаков» исключила его из состава государственного совета. После переворота, осуществлённого Густавом III в 1772 году, он вновь занял место в риксроде. В 1771 году ему был пожалован титул графа.
Умер в Стокгольме 19 июля 1787 года. Был женат на графине Беате Кристине Поссе, дочери члена риксрода Арвида Поссе.